# Urohidrosis

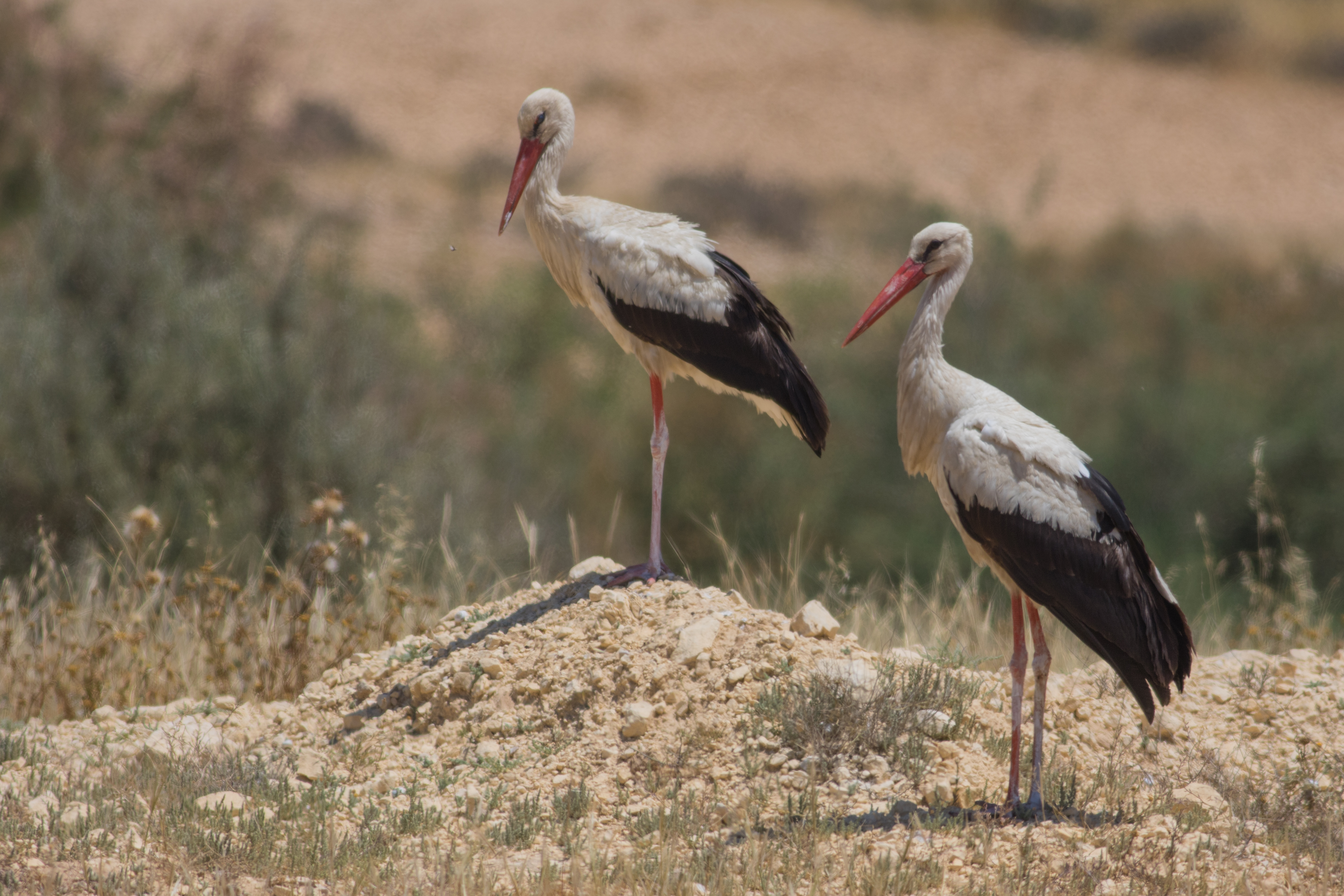
Die roten Beine der Störche sind durch Ablagerungen von eigenem Kot weiß.

Urohidrosis ist ein Verhalten, mit dem sich bestimmte Vögel durch Auftrag des eigenen Kots auf die Beine abkühlen.
Die Flüssigkeit im Kot verdunstet und kühlt so den Vogel. Ebenfalls helfen die fast weißen Kotrückstände beim Reflektieren von Sonnenlicht. Dieses Verhalten wird u. a. bei Störchen beobachtet, was bei der Vogelberingung berücksichtigt werden muss. Der Begriff wurde 1963 von M. Philip Kahl vorgeschlagen.
Der Begriff wird auch bei Robben verwendet.